# لينك تري
لينك تري (بالإنجليزية: Linktree)‏ هي صفحة هبوط مجانيَّة لوسائل التواصل الاجتماعي طورها أليكس زاكاريا، وأنتوني زاكاريا، ونيك همفريز، ومقرها في ملبورن، أستراليا. تأسست عام 2016، وهي بمثابة صفحة هبوط لجميع الروابط المتعلقة بشخصٍ أو شركة على وسائل التواصل الاجتماعي، والتي نادرًا ما تسمح بالارتباط بمواقع متعددة. استُوحي الموقع من انزعاج المطورين من وسائل التواصل الاجتماعي التي لا تسمح بروابط تشعبية متعددة.

## وصلات خارجية
- الموقع الرسمي